# Pagay
Pagay es un caserío peruano ubicado en el distrito de Yamango, perteneciente a la provincia de Morropón del departamento de Piura, al norte del Perú. 

## Ubicación
Pagay se ubica al noreste de la provincia de Morropón, en el distrito de Yamango, en el departamento de Piura. 

## Demografía
En 2017 Pagay tenía una población de 243 habitantes.
| Gráfica de evolución demográfica de Pagay entre 1993 y 2017 |
|                                                             |
| Fuentes: Población 1993 y 2017                              |